# Ewa Kwiatkowska
Ewa Kwiatkowska est une joueuse de volley-ball polonaise née le 12 avril 1986 à Szczecin. Elle mesure 1,82 m et joue au poste de centrale. 

## Clubs
| Club                       | De        | À         |
| -------------------------- | --------- | --------- |
| SSPS Piast Szczecin        | 2004-2005 | 2005-2006 |
| PSPS Chemik Police         | 2006-2007 | 2011-2012 |
| Jedynka Aleksandrów Łódzki | 2012-2013 | 2012-2013 |
| MLKS Zawisza Sulechów      | 2013-2014 | 2015-2016 |
| ŁKS Łódź                   | 2016-2017 | …         |

## Palmarès
- Championnat de Pologne
  - Vainqueur : 2019.
  - Finaliste : 2018.
- Coupe de Pologne
  - Finaliste : 2018.
- Supercoupe de Pologne
  - Finaliste : 2019.